# Juan Ernesto Maragall
Juan Ernesto Maragall (Caracas en 1962), educador venezolano que se desempeñó como Secretario de Educación del Estado Bolivariano de Miranda. 

## Biografía

### Educación
Cursó estudios de educación mención Ciencias Pedagógicas en la Universidad Católica Andrés Bello (1985) y en las áreas de Psicología Social (USB), Gerencia Educativa (UCAB) e Informática Educativa (University of Hartford).

### Carrera profesional
Desde el año 1988 se desempeñó como profesor universitario en distintas universidades venezolanas como Universidad Metropolitana, Universidad Católica Andrés Bello y Universidad Central de Venezuela en las áreas de Gerencia de proyectos educativos, Metodología de la Investigación, Administración Educativa, Metodología Educativa y Didáctica. 
Adicionalmente fue director-Fundador del Colegio Integral El Ávila, Gerente-Fundador del Proyecto “Escuelas de Excelencia” del Dividendo Voluntario para la Comunidad, ha participado como Miembro-fundador de la Red de Madres, Padres y Representantes, Director-Fundador del Proyecto Escuelas Pacairigua, Guatire, asesor del Centro de Informática Educativa de IBM ,Presidente-Fundador de la Asociación Nacional de Educación,  Comunitaria (ANEC) y Coordinador de “Con La Escuela” Red de la Sociedad Civil con la escuela pública.
Desde 2008 y el 2017 fue Secretario de Educación del Estado Bolivariano de Miranda desde donde ha impulsado proyectos centrados en el desarrollo pedagógico de los docentes, poniendo en primer lugar a más de 150 mil niños y 640 escuelas a su cargo.

### Proyectos
Ha impulsado desde el Estado Miranda proyectos como PILAS (Plan Integral de Lectura y Alfabetización Social) y Ani+MATE (Plan de mejoramiento de la enseñanza de la matemáticas) que han logrado incrementar de manera sostenida el desempeño escolar en las áreas de lengua y matemática en el Estado.
Así mismo ha trabajado en el rescate de la carrera docente al dar periodicidad a los concursos de ingreso, ascenso y procesos de regularización de la titularidad, beneficiando a más de 4.500 docentes, que fueron evaluados por su desempeño con base en sus méritos académicos sin que medien en el proceso factores de tipo político.
Implementó de forma exitosa los Encuentros Docentes, Escuela de Directores de Escuela y jornadas de actualización pedagógica donde le brindó atención y acompañamiento a más de 11mil docentes estadales. Desde 2018, se desempeña como Especialista de Educación en el Banco Interamericano de Desarrollo.

## Producción Bibliográfica
- La crisis humanitaria en nuestras escuelas: resultados de una encuesta; por Juan Maragall
- La carta de una maestra: un testimonio de la crisis en Venezuela; por Juan Maragall
- #Venezuela // Hay hambre en las escuelas; por Juan Maragall
- ¿Tenemos menos escuelas? ¿Qué dice la Memoria y Cuenta del Ministerio de Educación?; por Juan Maragall